# Hypnales

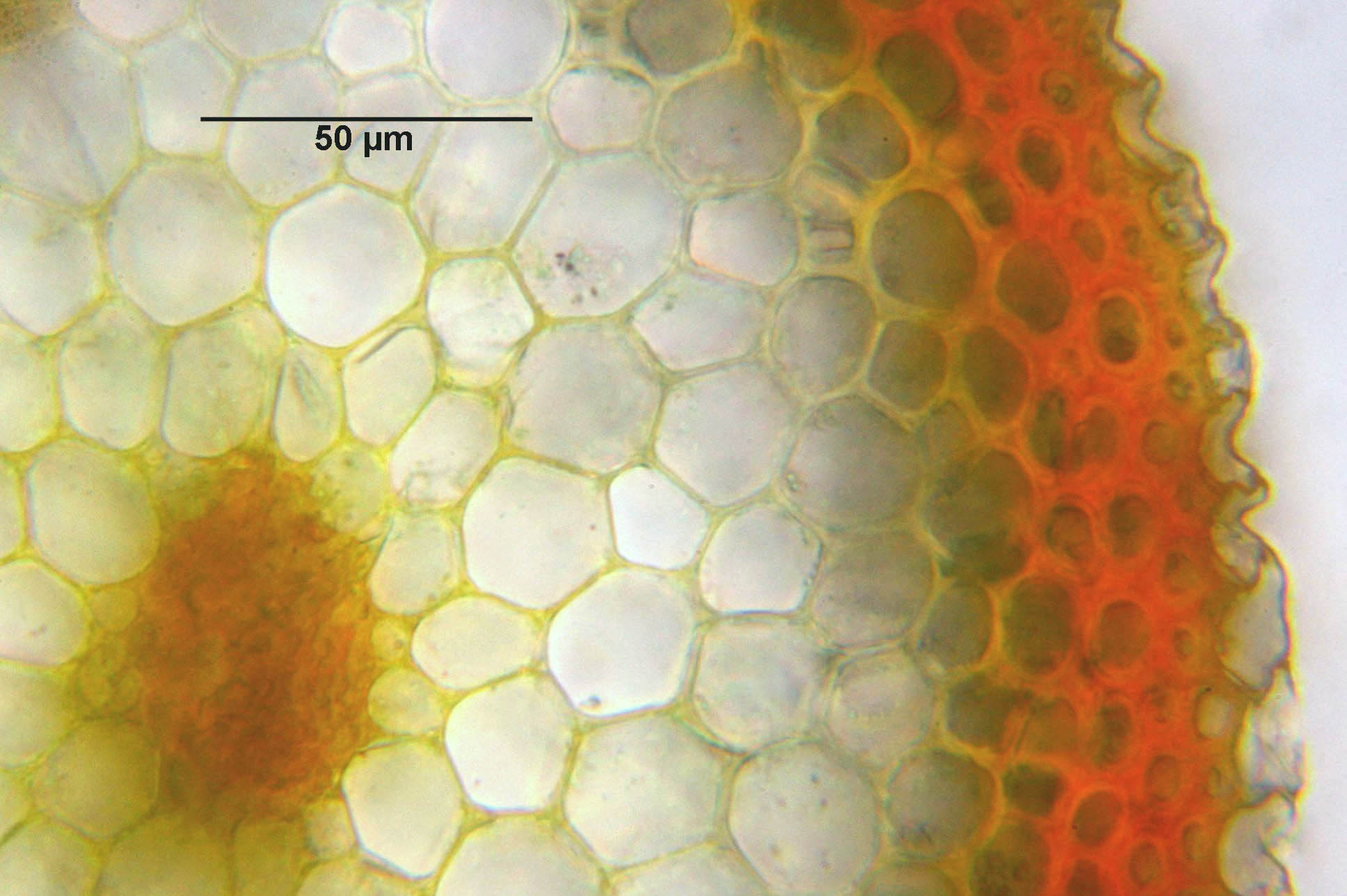
Corte transversal do caulídio de Hypnum lindbergii mostrando o feixe vascular central.

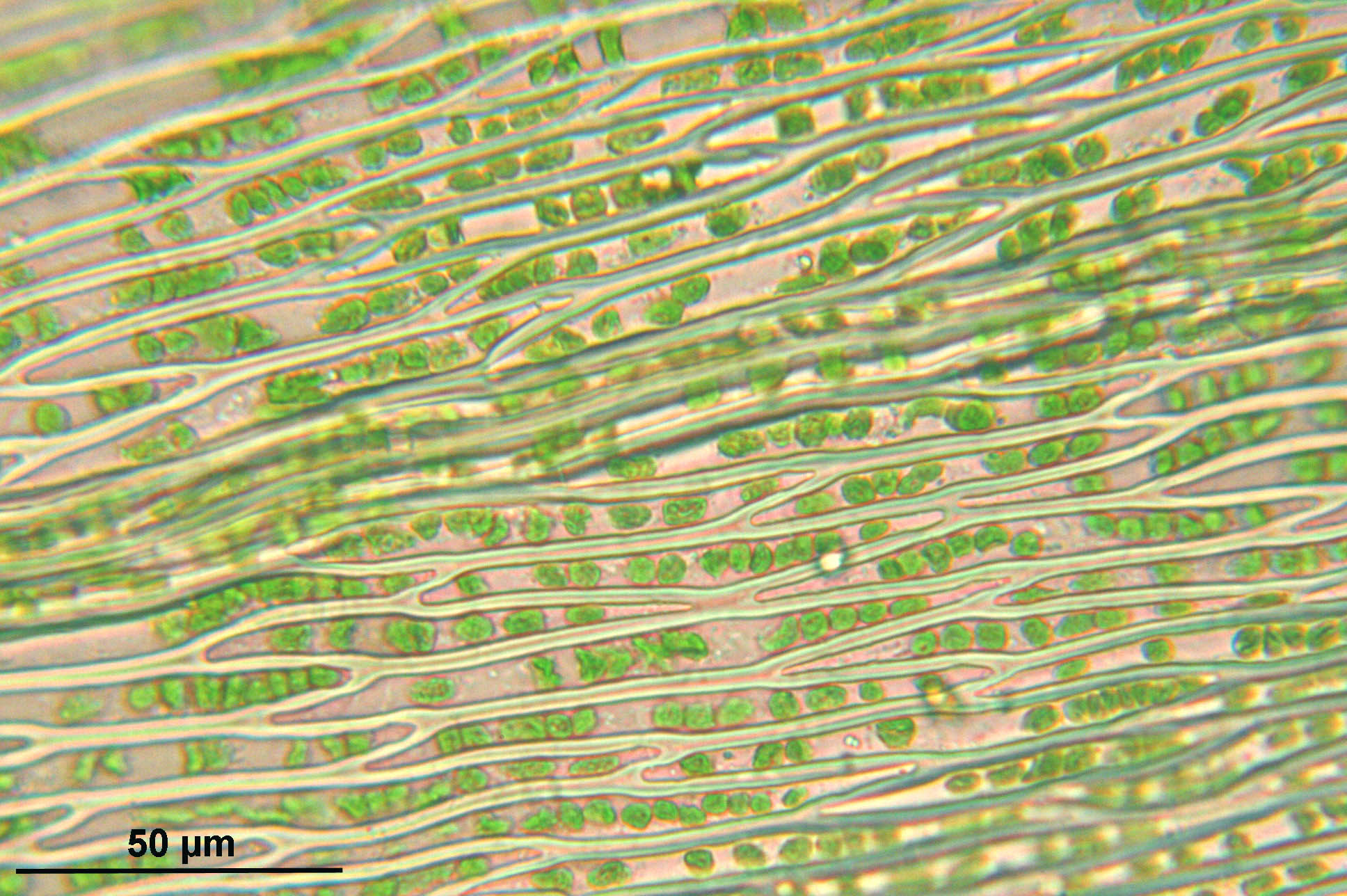
Células prosenquimatosas dos filídios de Brachythecium rivulare.

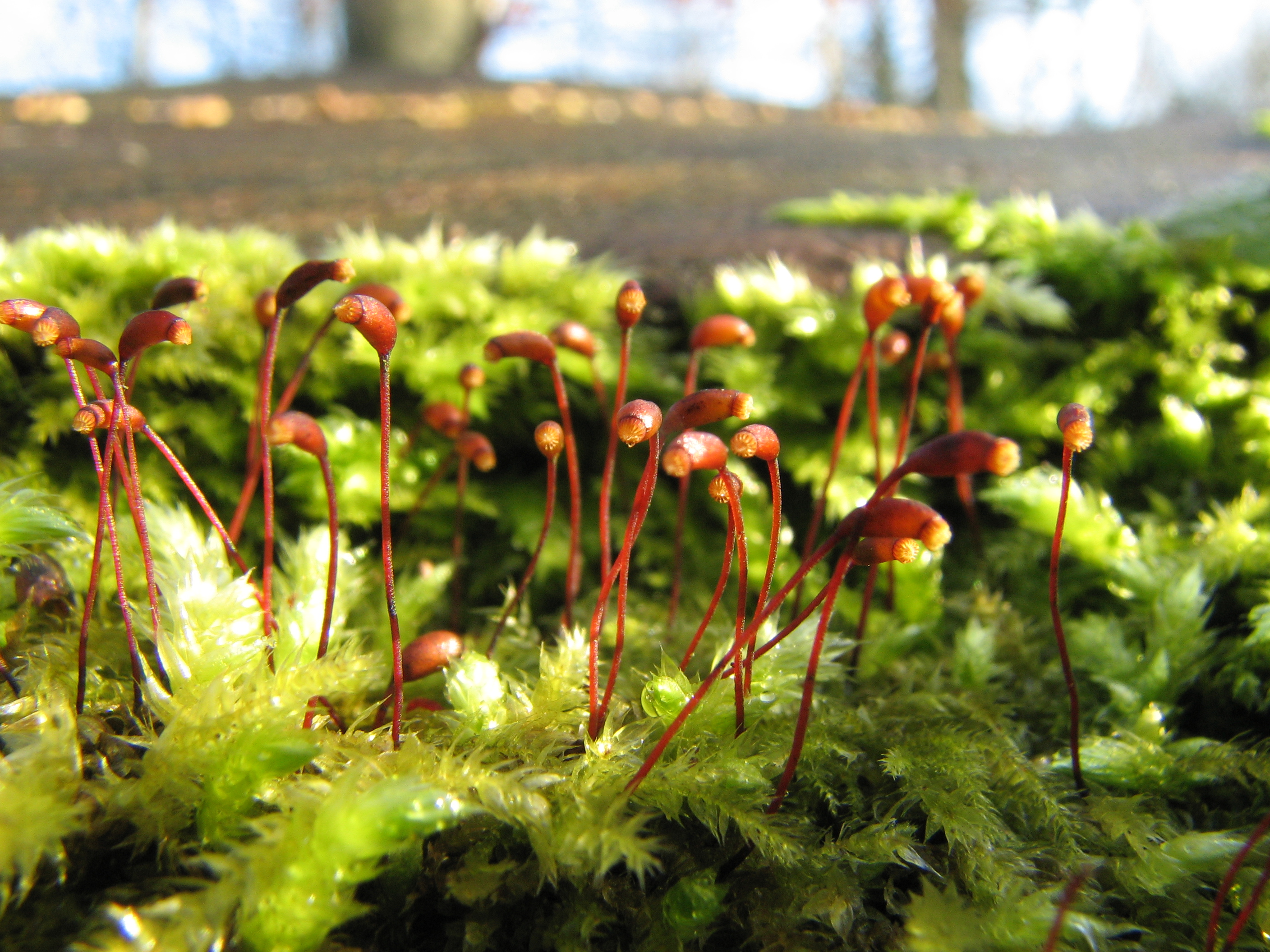
Detalhe de um esporângio mostrando o opérculo em forma de bico.

Hypnales é uma ordem de musgos pertencente à subclasse Bryidae da divisão Bryophyta que agrupa as espécies de briófitos folhosos caracterizadas por caulídios livremente ramificados que lhes dão um aspecto semelhante a penas de ave. Na sua presente circunscrição taxonómica a ordem inclui mais de 40 famílias agrupando cerca de 4000 espécies, sendo a maior e mais diversa de todas as ordens de musgos.

## Descrição
Os membros da ordem Hypnales são musgos com ramificação pinada ou irregular, com caulídios prostrados (musgos pleurocárpicos), com dimensões e morfologia muito variadas. O súrculo (ou conjunto formado pelo caulídio e rizoides) contém apenas um reduzido e por vezes incipiente feixe vascular central, estrutura interpretada como um carácter derivado recente entre os musgos. Os caulídios ("caules") são recobertos com estruturas parafílicas ou pseudoparafílicas, sob a formas de filídios escamosos ou filamentosos.
Os filídios ("folhas") comuns do caule são ovados a lanceolados, muitas vezes com as células foliares aladas. A nervura central é geralmente limitada à metade inferior da lâmina da folha, ou está completamente ausente. As células da lâmina foliar são prosenquimatosas, muitas vezes mais longas do que largas, com extremidades pontiagudas interligadas.
O esporófito consiste num esporângio de formas regulares inserido no ápice de um longo pedúnculo, a seta. Os esporos são distribuídos através de uma abertura anelar marginada por duas filas de estruturas denticulares, o peristoma, que antes da maturidade está encerrado por um opérculo cosntituído por uma estrutura pontiaguda em forma de bico. A estrutura ventricular alargada, a caliptra, tem a forma  de um boné com formas arredondadas e suaves.
Os membros da ordem Hypnales são plantas terrestres, epifíticas ou litofíticas que ocorrem numa grande diversidade de biótopos. O grupo tem distribuição natural do tipo cosmopolita.
Muitas das espécies deste grupo não são muito selectivas na escolha de habitat ou de substrato.
O registo fóssil mais antigo representativo das Hypnales  que se conhece data do Terciário, indicando que os membros deste agrupamento taxonómico são recentes quando comparados com outros grupos de musgos.

## Classificação
Resultados recentes obtidos com recurso à técnicas de genética molecular sugerem que a família Fabroniaceae é o grupo irmão de todas as restantes Hypnales. A próxima ramificação ocorreu com a família Catagoniaceae.
Esta mesma análise sugere que alguns dos restantes taxa serão polifiléticos (Lembophyllaceae, Neckeraceae, Brachytheciaceae) e outros parafiléticos (Lepyrodontaceae agrega a família Stereophyllaceae, parte da família Brachytheciaceae agrega a família Symphyodontaceae e duas partes separadas da família Lembophyllaceae, enquanto parte de Neckeraceae agrega a restante Brachytheciaceae, outra parte de Lembophyllaceae agrega Rigodiaceae e Pterigynandraceae e uma segunda parte de Neckeraceae).
O resto das famílias, uma porção de Neckeraceae e uma parte de Lembophyllaceae poderão ser monofiléticas.
Na sua presente circunscrição taxonómica a ordem Hypnales inclui as seguintes famílias:
- Amblystegiaceae
- Anomodontaceae
- Brachytheciaceae
- Calliergonaceae
- Catagoniaceae
- Climaciaceae
- Cryphaeaceae
- Echinodiaceae
- Entodontaceae
- Fabroniaceae
- Fontinalaceae
- Helodiaceae
- Hylocomiaceae
- Hypnaceae
- Lembophyllaceae
- Leptodontaceae
- Lepyrodontaceae
- Leskeaceae
- Leucodontaceae
- Meteoriaceae
- Microtheciellaceae
- Miyabeaceae
- Myriniaceae
- Myuriaceae
- Neckeraceae
- Orthorrhynchiaceae
- Phyllogoniaceae
- Plagiotheciaceae
- Prionodontaceae
- Pterigynandraceae
- Pterobryaceae
- Pylaisiadelphaceae
- Regmatodontaceae
- Rhytidiaceae
- Rutenbergiaceae
- Sematophyllaceae
- Sorapillaceae
- Stereophyllaceae
- Symphyodontaceae
- Theliaceae
- Thuidiaceae
- Trachylomataceae